# Église Saint-Vincent de Saint-Vincent-de-Barbeyrargues
L'église Saint-Vincent de Saint-Vincent-de-Barbeyrargues est une église catholique de style roman située à Saint-Vincent-de-Barbeyrargues dans le département français de l'Hérault en région Occitanie.

## Historique
L'église de Saint-Vincent-de-Barbeyrargues est construite aux XIe et XIIe siècles et modifiée au XVIIe siècle.
Elle est mentionnée sous le nom d'Ecclesia et mansus S. Vincentii en 1132, et apparaît dans le cartulaire de l'évêché de Maguelone sous les noms de Villa seu Parrochia de Barberanicis en 1185 et de Villa Sanctus Vincentus de Barbaranicis en 1228. 
Elle fait l'objet d'une inscription au titre des monuments historiques depuis le 19 juin 1986.

## Architecture

### Le chevet
Le chevet, recouvert de tuiles, est édifié en pierre de taille de belle facture assemblée par endroits en opus monspelliensis, plus particulièrement au niveau du soubassement et de la base du chevet.
Il est rythmé par d'élégantes colonnettes engagées et repose sur un soubassement se terminant par une assise de pierres taillées en quart de rond. Cette assise est incisée à la base de chaque colonnette.
La fenêtre absidiale à double ébrasement présente un arc arc torique (boudin) qui était probablement supporté jadis par deux colonnettes aujourd'hui disparues.

### La façade occidentale
La façade occidentale présente un portail de facture classique du XVIIe siècle, surmonté d'un oculus. La façade est surmontée d'un clocheton à baie campanaire unique.

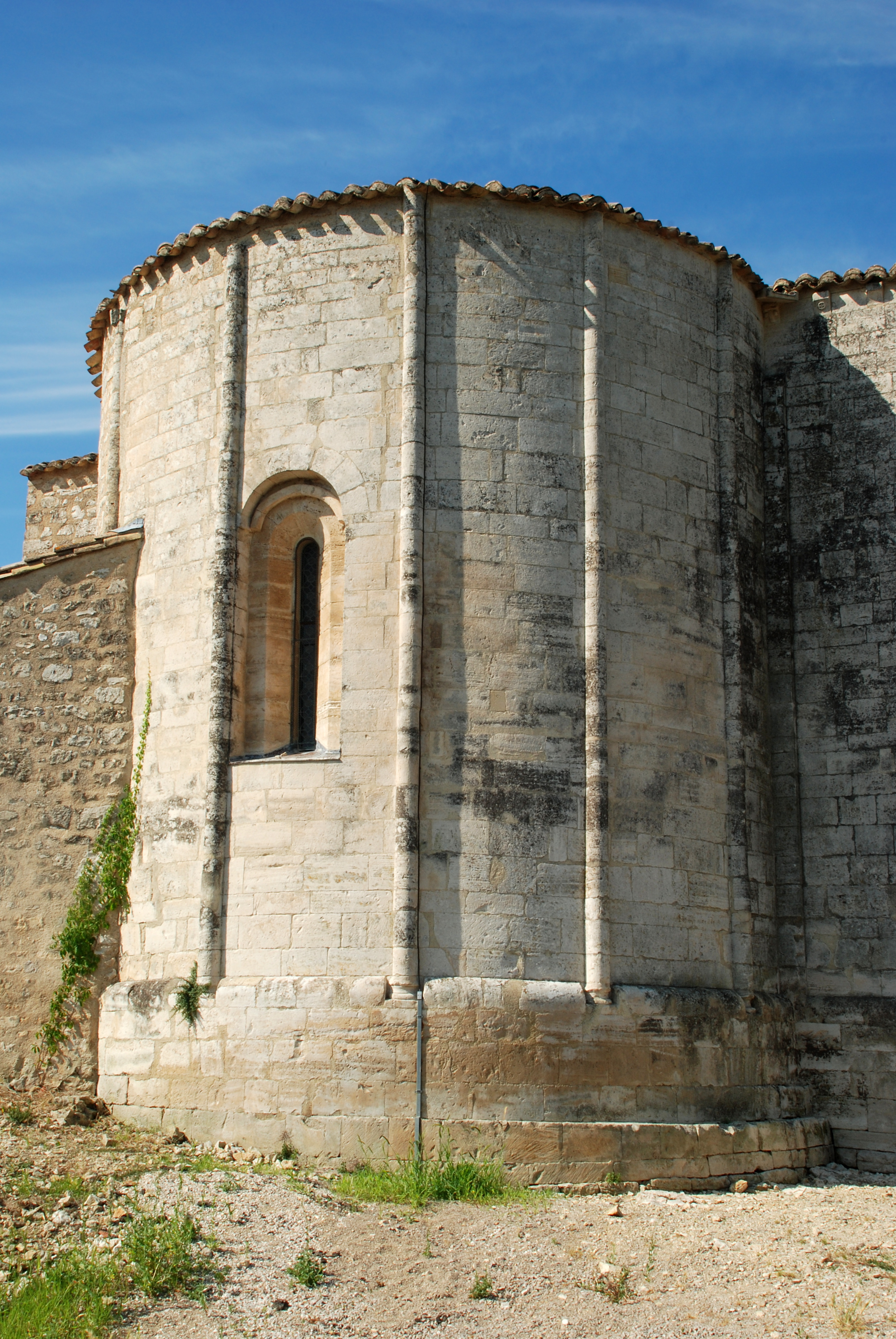
Le chevet.
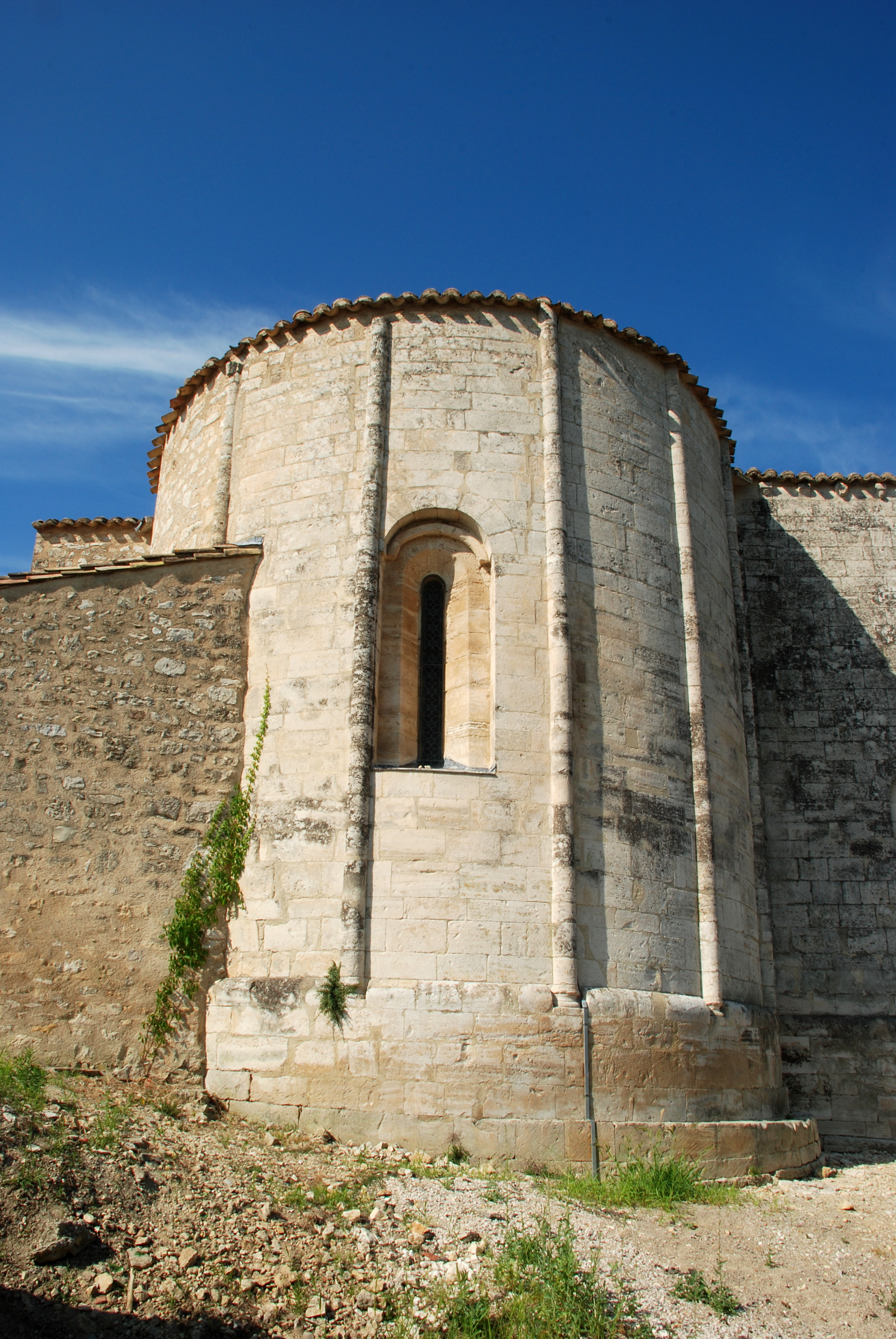
Le chevet.
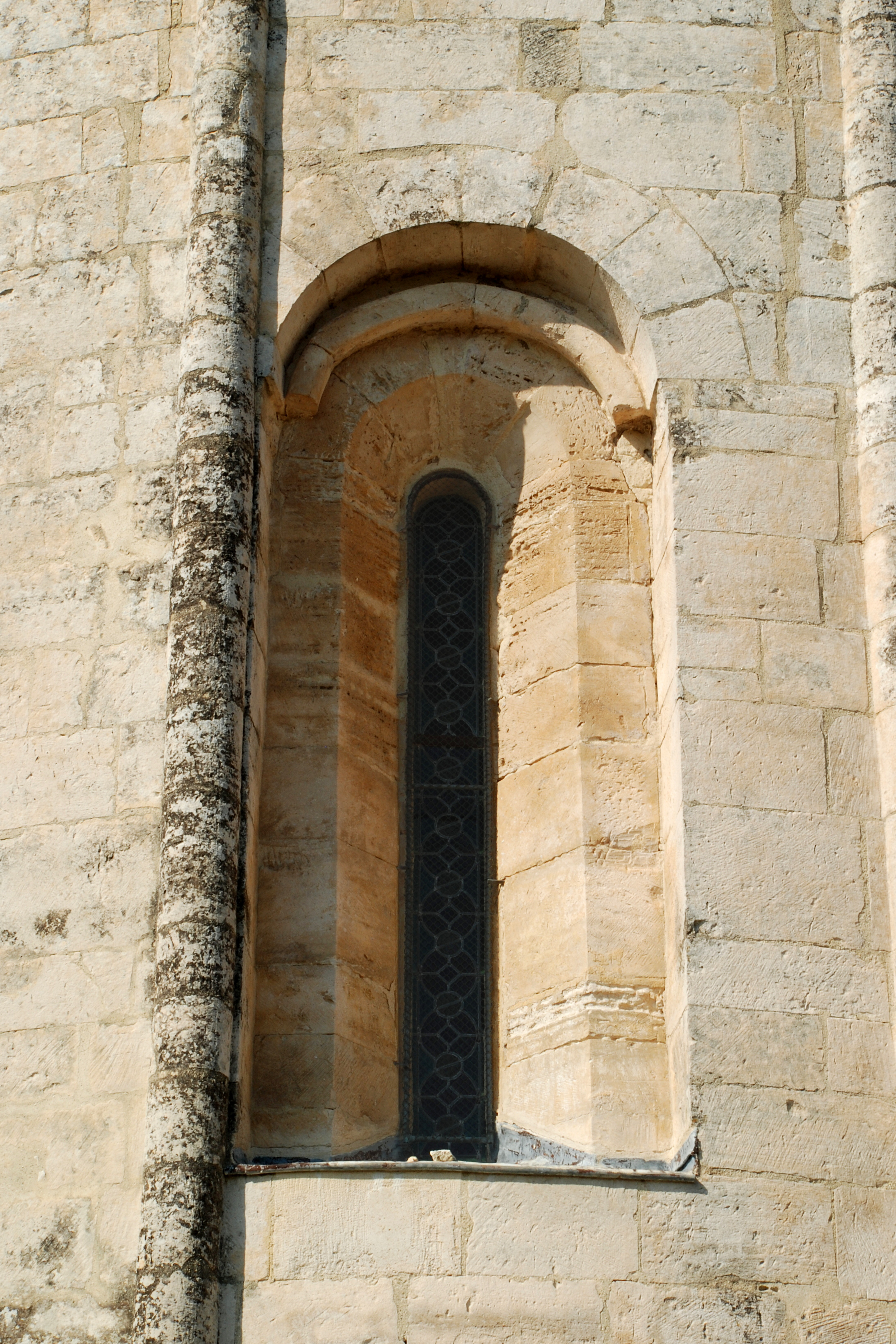
La fenêtre absidiale.